# Bread
Bread fue una banda de soft rock estadounidense formada en 1968, en Los Ángeles (California), de rock suave. Lograron situar 13 canciones en la lista de ventas del Billboard Hot 100 entre 1970 y 1977, y fueron uno de los primeros ejemplos de lo que, más tarde, se llamaría soft rock. Bread es considerada como una banda precursora del AOR. Aunque la banda se separó antes del auge de este género, Bread publicó varias canciones con un estilo similar al de las bandas del AOR, y además sus canciones tuvieron mucha recepción en la radio. Este grupo está en el Salón de la fama de los grupos vocales.
La banda estaba formada por:
- David Gates (1940-): cantante, guitarra, bajo eléctrico, teclados, violín, viola, percusión
- Jimmy Griffin (1943-2005): voz, guitarra, teclados, percusión
- Robb Royer (1942-): bajo, guitarra, flauta, teclados
- Mike Botts (1944-2005): batería; se incorporó en 1970
- Larry Knechtel (1940-2009): bajo, guitarra eléctrica solista, sintetizador, Mini-Moog, piano eléctrico, armónica; reemplazó a Royer en 1971.

En su primera sesión de álbum, los músicos Ron Edgar y Jim Gordon tocaron la batería, la percusión y el piano. Mike Botts se convirtió en su baterista permanente cuando se unió al grupo en el verano de 1969 y Larry Knechtel reemplazó a Royer en 1971, tocando los teclados, bajo, guitarra y la armónica.

## Inicios y fama
David Gates era originario de Tulsa, Oklahoma. Lanzó una canción a finales de la década de 1950, llamada "Living Doll", con el sello Atlantic Records. Conocía a Leon Russell y ambos tocaban en bandas de los bares en el entorno de Tulsa. Tanto Gates como Russell se trasladaron a California para conocer la escena de allá.  Antes de formar Bread, Gates había trabajado con la banda anterior de Robb Royer, "Pleasure Fair", grabando un álbum para el sello UNI Records, con Gates produciendo y como arreglista. Posteriormente, Royer presentó a Gates a su compañero de composición, Griffin y el trío se unió en 1968, firmando un contrato con "Elektra Records" en enero de 1969, tras elegir el nombre de Bread (Pan) a fines de 1968, cuando Griffin y Royer se detuvieron detrás de un camión de "Barbara Ann Bread", en un semáforo. El primer sencillo del grupo, "Dismal Day" fue lanzado en junio de 1969 sin dejar huella. Su álbum del debut, Bread, fue lanzado en septiembre de 1969 y llegó al N° 127 en la lista Billboard 200. La composición de las canciones en el álbum se dividió a partes iguales entre Gates y el equipo Griffin-Royer. Los músicos de sesión Jim Gordon y Ron Edgar acompañaron a la banda en la batería del álbum.
El 25 de julio de 1969, Bread hizo su aparición en concierto por primera vez, con Gordon en la batería, en el Aquarius Theatre de Hollywood, abriendo para los Flying Burrito Brothers. Cuando Gordon tuvo problemas de horarios para tocar con el grupo, y no podía viajar, ficharon como batería permanente a Mike Botts, quien ya había trabajado con Gates en el grupo The Travelers 3, donde Botts fue productor. En su segundo álbum On the Waters (lanzado en junio de 1970, alcanzando el N°12 del Billboard 200), sus esfuerzos tuvieron éxito al llegar al N°1 de Billboard 200 con el sencillo "Make it with you" (Hacerlo contigo) en junio de 1970. Esta sería el único N°1 de Bread en Hot 100, certificado como disco de oro.
Para su siguiente sencillo, Bread lanzó una versión regrabada de "It Don't Matter to Me", una canción de Gates de su primer álbum. Este sencillo fue también un éxito. llegando al N°10. Bread comenzó a realizar giras y grabar su tercer álbum, titulado Manna en marzo de 1971, que alcanzó su posición más elevado en las listas en el puesto 21, e incluyó "Let Your Love Go" (que precedió al lanzamiento del álbum y fue N°28) y el sencillo que llegó al N.º 5 "If" (Sí). Al igual que con su primer álbum, los créditos de composición se repartieron equitativamente entre Gates y Griffin-Royer.
Después de los conflictos de Royer con Gates, aquel abandonó el grupo en el verano de 1971 después de tres álbumes, aunque seguiría escribiendo con Griffin, Fue reemplazado por Larry Knechtel, un destacado músico de sesión de Los Ángeles, California, que había tocado el piano en el sencillo "Bridge Over Troubled Water" (Puente sobre aguas turbulentas" de Simon & Garfunkel), en 1970.
En enero de 1972, Bread lanzó Baby I'm-a Want You su álbum más exitoso, alcanzando el N°3 en el Billboard 200. La canción principal  se estableció como un éxito a finales de 1971, antes de que se lanzara el álbum, y alcanzó el N°3. Los otros sencillos fueron "Everything I Own" y "Diary" que también fueron Top 20.
El siguiente álbum Guitar Man, fue lanzado diez meses después y llegó al N°18. El álbum produjo tres sencillos Top 20: "The Guitar Man" (N°11), "Swett Surrender" (N°15) y "Aubrey" (N° 15). Los dos primeros llegaron al N°1 de Billboard en "música contemporánea para adultos".

## División y reunión
En 1973, la fatiga originada por la constante grabación y las giras hizo presencia, a pesar del éxito de la banda. Las relaciones personales comenzaron a desgastarse, con una gran tensión entre Gates y Griffin. Los once sencillos de las listas de Bread entre 1970 y 1973 habían sido escritos y cantados por Gates. Elektra Records seleccionó las canciones de Gates para los lados A en los sencillos, mientras que Griffin pensaba que los sencillos debieron de haberse dividido entre los dos. También hubo cierta insatisfacción y molestia con las canciones planeadas para un sexto álbum. Al sufrir el robo de todos sus equipos e instrumentos antes de un concierto programado en el Salt Palace, en Salt Lake City, Utah, en mayo de 1973, Bread decidió disolverse.
Gates y Griffin regresaron a sus carreras en solitario con resultados diverso. El álbum recopilatorio Best of Bread, de marzo de 1973, fue un gran éxito, llegando al N° 2 en el Billboard 200 y permaneciendo en las listas por más de dos años. El siguiente recopìlatorio, The best of Bread Volume 2, fue lanzado en mayo de 1974 y llegó al N°39.
La reunión del grupo se produjo en 1976 después de que Elektra Records mostrara interés en otro álbum de Bread. Gates, Griffin, Botts y Knetchel regresaron al estudio ese año y grabaron Lost Without Your Love, lanzado en enero de 1977. La canción principal fue escrita y cantado por Gates, siendo el último éxito Top 10 de la banda, llegando al N°9 en la lista de sencillos. Este álbum de regreso alcanzó el N°26 en el Billboard 200 y fue el séptimo disco consecutivo de Bread (incluidos los dos Best) en ser oro certificado por la RIAA. En marzo de 1977, Elektra lanzó un segundo sencillo "Hooked On You". Tuvo menos éxito en la lista de sencillos, llegando al N°60, pero alcanzó el N°2 en el Billboard para música contemporánea para adultos. 
Los cuatro miembros de Bread (junto con el guitarrista de sesión Dean Parks) viajaron durante la primavera de 1977 para apoyar su álbum de regreso. Después de un breve descanso, comenzaron la tercera etapa de la gira en ese verano sin Griffin, a quien Gates no pudo invitar después de un aumento en las tensiones personales y el empeoramiento en el consumo de drogas por Griffin. Terminaron el año sin más planes para grabar como grupo.

## Después de la ruptura
En 1978, Gates tuvo un éxito como artista en solitario con los sencillos "Goodbye Girl" (La chica del adiós), que llegó al N°15 y fue tema de la película del mismo nombre, y "Took the Last Train" (Toma el último tren), que llegó al N°30. Luego continuó de gira con Botts y Knechted como "David Gates & Bread", haciendo apariciones en televisión, incluyendo una invitación en The Hardy Boys Mysteries que se emitió en noviembre de 1978. La formación del grupo para 1978 incluyó a Dean Park, para la gira en junio por el Reino Unido y Europa. En sus fechas de otoño en los Estados Unidos, Parks se había ido y la formación en el escenario se había ampliado para incluir a Warren Ham (ex Bloodrock, en los instrumentos de viento de madera, teclados, coros), Bill Ham (guitarras) y David Miner (bajo). Esto originó una disputa legal con Griffin por el uso del nombre de la banda, de la cual Griffin era copropietario. En la disputa, Griffin nuevamente se quejó de que las canciones de Gates tenían preferencia como sencillos sobre las suyas. El litigio terminal, dio como resultado que el nombre de Bread fuera retirado por completo a fines de 1978, conflicto que no se resolvió hasta 1984.
Por su parte, después de dejar Bread en 1971, Royer se aferró principalmente a la composición de canciones (todavía se asocia con Griffin en ocasiones). Al igual que Griffin, finalmente eliminó sus problemas con el consumo de drogas y obtuvo éxito, principalmente en la escritura para artistas en el campo de la música country en los años 1980 y 1990. En 1994, Royer, Griffin y Knetchel se unieron bajo el nombre de "Toast". Knetchel era entonces un músico de sesión muy solicitado, respaldando a artistas como Elvis Costello. En septiembre de 1994, después de estar fuera del centro de atención durante trece años, Gates lanzó un nuevo álbum en solitario llamado Love is Ahways Seventeen. (El amor siempre tiene diecisiete).

## Reunión final
En 1996, después de resolver sus diferencias, Gates, Giffrin, Botts y Knetchel reunieron a Bread para una exitosa gira por el "25 Aniversario" de la banda, por Estados Unidos, Sudáfrica, Europa y Asia. Esta vez, el grupo estuvo acompañado por Randy Flowers (guitarras), Scott Chambers (bajo) y una sección de cuerdas para ayudarlos a capturar el sonido de los discos. Esta gira se extendió hasta 1997, que sería el último año en que los miembros de Bread actuarían juntos. Gates y los demás reanudaron sus carreras individuales. Bread fue incluido en el Salón de la Fama como Grupo Vocal en el 2006.

## La vida después de Bread
En el año 2005 Griffin y Bots murieron de cáncer a la edad de 61 años. En agosto de 2009, Knechtel murió  de un ataque cardíaco a los 69 años, quedando vivos Gates y Royer como únicos miembros supervivientes de Bread. Royer continuo involucrado en la música, trabajando inicialmente fuera de los estudios de Nashfilms en Tennessee antes de colocarse en las Islas Vírgenes durante 2013, mientras Gates continuaba reirado en su hogar de Washington con su esposa Jo Rita. En 2010 Royer realizó un álbum tributo a Jimmy Griffin con canciones escritas por ambos.
Durante marzo de 2014, Helter Skelter Publishing (UK) emitió la primera biografía de Bread, una edición en pasta dura, limitada titulada: Bread : A Sweet Surrender (originalmente llamada Manna from Heaven: The musical Rise & Fall of Bread). Fue escrito con la asistencia de muchos familiares y miembros sobrevivientes de la banda, solo con enrevistas exclusivas con el miembro fundador Robb Royer. Un novela editada en pasta suave la cual apareció durante el 2017. Al año siguiente, Royer vio publicada sus memorias, "The View From Contessa" presentando varias narraciones en su carrera, siendo valorizado como Book Amazon.

## Discografía

### Álbumes
| Año  | Título                 | Compañía | RIAA Ventas Certificación | Billboard 200 Puesto alcanzado |
| 1969 | Bread                  | Elektra  | n/a                       | #127                           |
| 1970 | On the Waters          | Elektra  | Oro                       | #12                            |
| 1971 | Manna                  | Elektra  | Oro                       | #21                            |
| 1972 | Baby I'm-a Want You    | Elektra  | Oro                       | #3                             |
| 1972 | Guitar Man             | Elektra  | Oro                       | #18                            |
| 1977 | Lost Without Your Love | Elektra  | Oro                       | #26                            |

### Recopilatorios
| Año  | Título                          | Compañía              | RIAA Ventas Certificación |
| 1973 | The Best of Bread               | Elektra               | 5 discos de platino       |
| 1974 | The Best of Bread, Volume 2     | Elektra               | Oro                       |
| 1977 | The Sound of Bread              | Elektra               | n/a                       |
| 1985 | Anthology of Bread              | Elektra               | Platino                   |
| 1989 | The Very Best Of Bread          | Pickwick              | n/a                       |
| 1996 | David Gates & Bread Essentials  | Elektra               | n/a                       |
| 1996 | Retrospective                   | Elektra               | n/a                       |
| 2002 | Make It With You And Other Hits | Flashback             | n/a                       |
| 2006 | The Definitive Collection       | Elektra/Rhino         | n/a                       |
| 2007 | The Works                       | Warner Music Group UK | n/a                       |

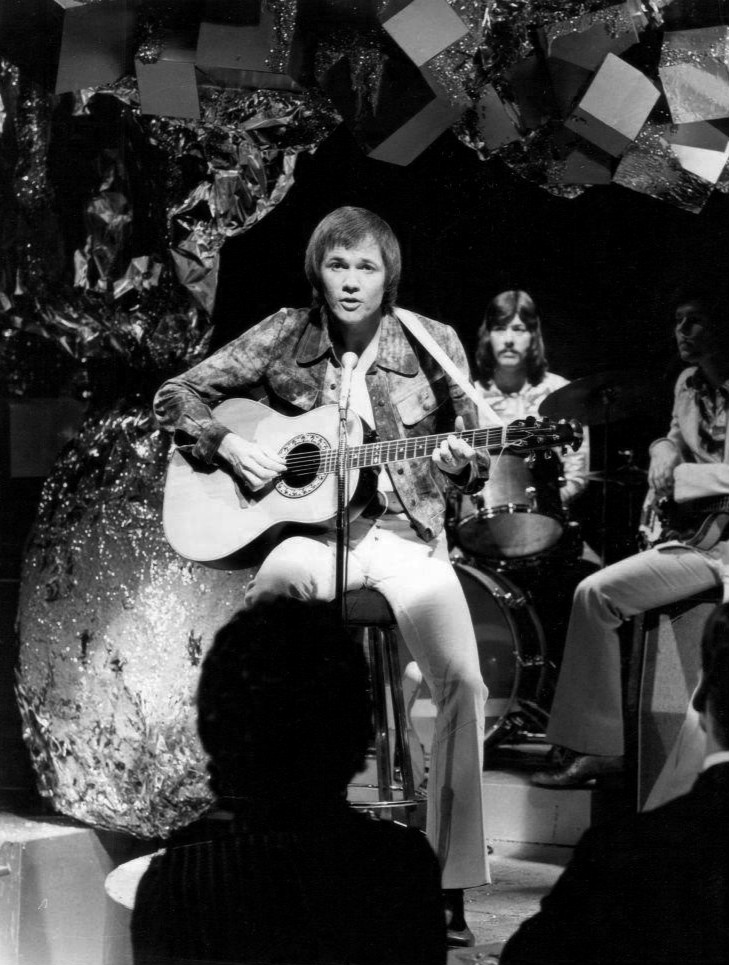
Fotografía de David Gates con Bread tocando en el programa de televisión Hotel Ninety (1973). La banda se deshizo ese mismo año.

- Discos de Oro y platino certificados por la Recording Industry Association of America

### Singles
| Fecha                    | Título                                | Billboard Hot 100 puesto alcanzado | UK Singles Chart Puesto alcanzado |
| ------------------------ | ------------------------------------- | ---------------------------------- | --------------------------------- |
| 13 de junio de 1970      | "Make It with You" (single de oro)    | #1                                 | #5                                |
| 26 de septiembre de 1970 | "It Don't Matter to Me"               | #10                                |                                   |
| 2 de enero de 1971       | "Let Your Love Go"                    | #28                                |                                   |
| 27 de marzo de 1971      | "If"                                  | #4                                 | [ note 1 ]                        |
| J17 de julio de 1971     | "Mother Freedom"                      | #37                                |                                   |
| 23 de octubre de 1971    | "Baby I'm-a Want You" (single de Oro) | #3                                 | #14                               |
| 29 de enero de 1972      | "Everything I Own"                    | #5                                 | #32                               |
| 22 de abril de 1972      | "Diary"                               | #15                                |                                   |
| 29 de julio de 1972      | "The Guitar Man"                      | #11                                | #16                               |
| 11 de noviembre de 1972  | "Sweet Surrender"                     | #15                                |                                   |
| 3 de febrero de 1973     | "Aubrey"                              | #15                                |                                   |
| 27 de noviembre de 1976  | "Lost Without Your Love"              | #9                                 | #27                               |
| 16 de abril de 1977      | "Hooked On You"                       | #60                                |                                   |

- Las fechas indican la semana en que la canción debutó en la Billboard Hot 100
- Todas las canciones alcanzaron su puesto más alto en la Billboard Hot 100 el mismo año en que entraron en lista, salvo "Lost Without Your Love", que alcanzó el #9 en 1977.